# ゼンリンプロモ
株式会社ゼンリンプロモは、かつて存在した日本の企業。東京都千代田区に本社を置き、セールスプロモーションやイベント企画等を営んでいた。ゼンリンデータコムの子会社、地図大手・ゼンリンの孫会社であった。

## 概要
フィギュアなどの玩具の企画・販売を行う企業ボーフォード・ジャパンとして1997年に創業。ハイクオリティの武器フィギュア「武～もののふ～シリーズ」がコンビニを中心にヒットした。
2008年にゼンリンデータコムの子会社となってからは、同社から譲受されたセールスプロモーション事業が業務の中心となっていた。

## 沿革
- 1997年2月：株式会社ボーフォード・ジャパンとして創業
- 2008年12月：ゼンリンデータコムと業務提携
- 2009年4月：ゼンリンデータコムのセールスプロモーション事業を分割譲受の上現商号に変更し、ゼンリンデータコムの子会社となる
- 2014年4月1日：親会社であるゼンリンデータコムに吸収合併され、解散[1]。

## 主な事業内容
- セールスプロモーション事業
主な実績
  - カラオケルーム・「エヴァンゲリオンルーム」の空間プロデュース[2][3]
  - ソーシャルゲーム・「萌えCanちぇんじ!」の地域活性イベント「静岡萌えおこしキャンペーン」の企画[4][5]
- 玩具事業